# Ardisia awarum
Ardisia awarum är en viveväxtart som beskrevs av Ricketson och Pipoly. Ardisia awarum ingår i släktet Ardisia och familjen viveväxter. Inga underarter finns listade i Catalogue of Life.